# Liste der Kulturdenkmäler in Frankfurt-Oberrad
In der Liste der Kulturdenkmäler in Frankfurt-Oberrad sind alle Kulturdenkmäler im Sinne des Hessischen Denkmalschutzgesetzes in Frankfurt-Oberrad, einem Stadtteil von Frankfurt am Main aufgelistet.
Grundlage ist die Denkmaltopographie aus dem Jahre 1994, die zuletzt 2000 durch einen Nachtragsband ergänzt wurde.

## Kulturdenkmäler in Oberrad
| Bild                 | Bezeichnung                   | Lage                                                       | Beschreibung | Bauzeit         | Objekt-Nr. |
| -------------------- | ----------------------------- | ---------------------------------------------------------- | --- | --------------- | ---------- |
| An der Mannsfaust 6  | Wohnhaus An der Mannsfaust 6  | An der Mannsfaust 6 LageFlur: 1, Flurstück: 203/40         | Mehrgeschossiges Doppelhaus gemeinsam mit Nummer 8. Die reich verzierte Jugendstilfassade ist symmetrisch angelegt, beide Häuser verfügen über eine aufwendige Eingangszone. | 1912            | 155335 DDB |
| An der Mannsfaust    | Wohnhaus An der Mannsfaust 8  | An der Mannsfaust 8 LageFlur: 1, Flurstück: 203/40         | Mehrgeschossiges Doppelhaus gemeinsam mit Nummer 6. Die reich verzierte Jugendstilfassade ist symmetrisch angelegt, beide Häuser verfügen über eine aufwendige Eingangszone. | 1912            | 202443     |
| weitere Bilder       | Hansenpumpe                   | Buchrainplatz LageFlur: 13, Flurstück: 291/11              | Spätklassizistischer Pumpenbrunnen um 1850 mit gusseiserner, kannelierter und kapitellbekrönter Pumpensäule. Der ursprüngliche Standort war in den Gärten am Hansenweg, daraus leitet sich der Name ab.                                                                                          | um 1850         | 155336 DDB |
| Buchrainstraße 26-28 | Wohnhaus Buchrainstraße 26/28 | Buchrainstraße 26/28 LageFlur: 12, Flurstück: 34/4         | Barockes Doppelhaus aus verputztem Fachwerk mit zwei Geschossen unter hohem Krüppelwalmdach. An der Seite Buchrainstraße 26 befindet sich ein charakteristisches Tor, an der Seite Nr. 28 ein Gittertor zwischen Sandsteinpfosten.                                                               | 18. Jahrhundert | 155337 DDB |
| Bild gesucht BW      | Wasserhof                     | Gerbermühlstraße 120 LageFlur: 1, Flurstück: : 11/7        | Der Wasserhof ist eine seit 1311 nachgewiesene Hofanlage die früher von einem Wassergraben umgeben war. Das heutige Gebäude stellt den Rest einer ortsgeschichtlich wichtigen Gutsanlage dar. Literaturhistorisch bedeutend als Ort wegen seiner Erwähnung in Goethes Osterspaziergang, Faust I. |                 | 156260 DDB |
| weitere Bilder       | Gerbermühle                   | Mainwasenweg LageFlur: 1, Flurstück: 7/3                   | Getreidemühle um 1600 für den sogenannten „Wasserhof“ mit mehrfachen Umbauten der Folgezeit. | um 1600         | 155339 DDB |
| weitere Bilder       | Heiligenstock                 | Mainwasenweg LageFlur: 1, Flurstück: 7/3                   | Spätgotischer Heiligenstock mit Pietà, Inschrift und Wappenschild neben der Gerbermühle. | 1519            | 155340 DDB |
| weitere Bilder       | Ehrenmal                      | Mathildenstraße LageFlur: 41, Flurstück: 110               | Gedenkstätte für die Gefallenen des Deutsch-Französischen Krieges von 1870/71 auf dem 1876 angelegten Friedhof. Das Denkmal ist ein Sandsteinobelisk mit Inschriften. Das Denkmal stand ursprünglich vor der alten Dorfkirche.                                                                   |                 | 155341 DDB |
| weitere Bilder       | Kath. Herz-Jesu-Kirche        | Mathildenstraße 32 LageFlur: 11, Flurstück: 43/1           | Neogotische Hallenkirche nach Entwurf von Max Meckel. Der Fassadenturm hatte ursprünglich einen Spitzhelm. | 1893            | 155342 DDB |
| weitere Bilder       | Pfarrhaus Frankfurt-Oberrad   | Nonnenpfad 54 LageFlur: 13, Flurstück: 245/53              | Pfarrhaus nach Entwurf von Karl Blattner in neoklassizistischen Formen mit aufwendigem Eingangsportal. Es handelt sich um den erhaltenen Teil des 1912–1914 erbauten, im Zweiten Weltkrieg zerstörten Gebäudekomplexes aus Erlöserkirche, Gemeinde- und Pfarrhaus.                               | 1914            | 155343 DDB |
| weitere Bilder       | Tor PTH Sankt Georgen         | Offenbacher Landstraße 224 LageFlur: 579, Flurstück: 673/6 | Das Eingangstor ist ein Teil der zerstörten Villa Grunelius. | 1890            | 155344 DDB |
| Gasthaus Zum Hirsch  | Gasthaus Zum Hirsch           | Offenbacher Landstraße 289 Lage                            | Verputzter Fachwerkbau aus dem Jahr 1708. Im Sommer 2018 unter Denkmalschutz gestellt. | 1708            | 955113 DDB |
| weitere Bilder       | Bahnhof Oberrad               | Wehrstraße 42 LageFlur: 1, Flurstück: 26/22                | Stationsgebäude für die Lokalbahn Sachsenhausen-Offenbach und die Bebraer Bahn am Nordrand des Dorfes. Das doppelgeschossige Sandsteingebäude südlich der Strecke ist traufenständig angeordnet und verfügt über Bogenfenster. Das ehemalige Satteldach wurde 1924 in Mansardform ersetzt.       | 1862            | 155345 DDB |

## Kulturdenkmäler auf dem Alten Friedhof Oberrad
Neben dem Ehrenmal (siehe oben) sind folgende Gräber auf dem Alten Friedhof Oberrad als Kulturdenkmal geschützt:
| Bild | Gewann  | Name(n)  | Jahr | Steinmetz | Beschreibung |
| ---- | ------- | -------- | ---- | --------- | --- |
|      | B 65a   | Treme    | 1936 | A.M.      | Schlichte Rechteckstele aus poliertem dunklem Granit mit eingelassenem Relief einer Pietà aus Galvanobronze                                                                             |
|      | C 26-27 | Römer    | 1907 | Dietrich  | Säulenstele mit quadratischem Postament über abgetrepptem Sockel aus poliertem schwarzen Granit. An den Sockel ist die lebensgroße Plastik einer Trauernden aus Marmor gelehnt.         |
|      | C 34-35 | Reinhard | 1910 | Dietrich  | Neoklassizistische Ädikula in freier Interpretation des Mausoläums von Halikarnassos aus Kalkstein. Das abgetreppte Dach ist von einer tuchumhüllten Urne bekrönt.                      |
|      | C 46-47 | Jörg     | 1911 | 0         | Dreigeteilte Wandstele mit überhöhtem, durch einen vorgezogenen Pflanzenbehälter betonten Mittelteil aus poliertem schwarzen Granit. Die drei Platten sind mit Brattfriesen geschmückt. |
|      | C 93-94 | Cress    | 1902 | 0         | Kreuzdenkmal auf dreiteiligem Sockel aus poliertem schwarzen Granit. |

## Kulturdenkmäler auf dem Waldfriedhof Oberrad
Auf dem Waldfriedhof Oberrad stehen Friedhofskapelle und Tor sowie eine Vielzahl von Grabmälern unter Denkmalschutz.
| Bild           | Bezeichnung                                    | Lage               | Beschreibung | Bauzeit   | Daten |
| -------------- | ---------------------------------------------- | ------------------ | --- | --------- | ----- |
| weitere Bilder | Tor                                            | Gewann 1 Lage      | Tor als Beginn der Eingangsachse durch Gewann 1. | 1913/1914 |       |
| weitere Bilder | Einsegnungshalle                               | Gewann 1 Lage      | Neoklassizistische Eingangshalle als Blickfang der Eingangsachse durch Gewann 1 | 1913/1914 |       |
| weitere Bilder | Gefallenendenkmal 14/18                        | Gewann 2 A 23 Lage | Schlanke mit einem Bronzeengel bekrönte Stele. Davor eine Freifläche mit Kreuzen für die im Ersten Weltkrieg Gefallenen.                                                                                    |           |       |
| weitere Bilder | Kriegsopferanlage                              | Gewann 4 Lage      | Ab Mitte der 1930er Jahre wurde das Ehrenfeld für die Gefallenen des Ersten Weltkriegs angelegt und nach dem Zweiten Weltkrieg um dessen Gefallene erweitert. Das monumentale Kreuz wurde 1953 aufgestellt. | 1953      |       |
| weitere Bilder | Ehrenmal für die niederländischen Opfer in KZs | Gewann 4 Lage      | Ehrenmal für die niederländischen Opfer in Konzentrationslagern. | 1956      |       |

| Bild | Gewann     | Name(n)                                  | Jahr        | Steinmetz                                  | Beschreibung |
| ---- | ---------- | ---------------------------------------- | ----------- | ------------------------------------------ | --- |
|      | 1 A 10     | Vogel                                    | 1921        | 0                                          | Neoklassizistische Stele zwischen Eckpfosten aus Kalk-Kunststein |
|      | 1 A 11     | Steinheimer-Wolf                         | 1921        | JeanWolf                                   | Neoklassizistische Ädikula mit kannelierten Pilastern unter Dreiecksgiebel aus Kalkstein. Auf den mit Voluten abschließenden Seitenflügeln befinden sich ovale Schriftfelder in Bronzerahmen. Die zentrale Nische ist mit einem mit Rosen hinterlegtem Kreuz geschmückt. |
|      | 1 A 8-8a   | Jung-Nees                                | 1933        | 0                                          | Schlichte Stele auf trapezförmigem Grundriss aus Kalk-Kunststein |
|      | 1 B 14     | Ripp                                     | 1924        | Karl Zorbach                               | Neoklassizistische Stele mit barockisierenden Elementen aus Kunststein-Muschelkalk. |
|      | 1 B 5      | Kuppenheim                               | 1920        | Gebr. Hasenbach                            | Neoklassizistisches Denkmal aus Kirchheimer Muschelkalk in Form eines Altars. Die Altarplatte wird von Karyatiden getragen. Darauf befindet sich eine vollplastische Figurengruppe des Pietà-Motivs.                                                                     |
|      | 1 B 8      | Hofmann-Neumann                          | 1929        | Jean Schad                                 | Dreiteilige Wandstele aus geschliffenem Bluberg-Granit. In der Mitte ein Bronzerelief einer vor einem Altar trauernden weiblichen Gestalt. |
|      | 1 E 13     | Liebtrau                                 | 0           | 0                                          | Stele in Formen der Neurenaissance aus Marmor in Wiederverwendung. |
|      | 1 G 1      | Heller                                   | 1915        | Gebrüder Wagner                            | Neoklassizistische ädikulaartige Stele mit kannelierten Pilastern, ionischem Kapitell, rosettengeschmücktem Architrav und einem zu der Verdachung überleitendem Mäanderfries aus Kalkstein.                                                                              |
|      | 1 G 35     | König                                    | 1921        | Jos. Freudenberger                         | Neoklassizistische Kalksteinstele, gefasst von gerundeten Pilastern mit ionischem Kapitell. Im Segmentbogengiebel befinden sich Reliefs eines Kreuzes, umrandet von floralen Ornamenten.                                                                                 |
|      | 1 H 4      | Jung                                     | 1918        | Jakob Dietrich                             | Neoklassizistische Ädikula ionischer Ordnung über einem abgetreppten Sockel. Auf beiden Seiten befinden sich Pfeiler mit Blumenschale aus Kalkstein. |
|      | 1 H 12     | Weiss                                    | 1921        | 0                                          | Kleine ädikulaähnliche Kalksteinstele. |
|      | 1 K 6      | Treser                                   | 1964        | 0                                          | Georg Treser war Stadtrat in Frankfurt. Das Grabmal ist eine prismenförmige schlichte Kalksteinstele. |
|      | 1 K 23     | Dedecke-Rode                             | 1919 (1953) | Jakob Dietrich (Heinrich Stiegmann)        | Dreiteilige Wandstele aus Muschelkalk. Im Segmentbogengiebel befindet sich ein Relief eines Blumenkorbes. An den seitlichen Pfeilern sind Kranzreliefs zu sehen. 1953 wurden zwei Urnen aus Krensheimer Muschelkalk ergänzt.                                             |
|      | 1 M 13     | Paatz                                    | 1925        | Karl Zorbach                               | Urnenstele aus Kunststein-Muschelkalk. |
|      | 1 M 34     | Beckert                                  | 1974        | Hans Steinbrenner                          | Hans-Georg Beckert (1927–1981) war Architekt. Das Grabmal ist eine obeliskartige Stele aus rotem Kunststein. |
|      | 1 O 1 UG   | Wislicenus-Haag-Schütz                   | 1950        | 0                                          | |
|      | 1 O 11     | Müller-Wolfart                           | 1929        | Karl Zorbach                               | |
|      | 2 A 12     | Reinhard                                 | 1926        | E. C. Klucken                              | |
|      | 2 A 20-22  | Keck                                     | 1927        | Gebr. Wagner                               | |
|      | 2 B 8      | Pass                                     | 1930        | Karl Zorbach                               | |
|      | 2 F 3      | Krämer                                   | 1920        | Jos. Freudenberger                         | |
|      | 2 F 28     | Krausgrill                               | 1930        | Ernst Unger                                | |
|      | 2 G 16     | Bender                                   | 1919        | Jean Wolf                                  | |
|      | 2 H 26 UG  | Krämer                                   | 1933 (1949) | O. Ufert                                   | |
|      | 2 H 14 a-b | Hofseß                                   | 1920        | Kurt Hoppe                                 | |
|      | 2 J 1      | Grabanlage Frankfurter Schwesternverband | 1931        | W.F.C. Ohly                                | |
|      | 2 J 2      | Ludwig                                   | 1924        | F. Hofmeister                              | |
|      | 2 J 6      | Palm                                     | 1931        | E. Zorbach                                 | |
|      | 2 J 12     | Surla                                    | 1982        | 0                                          | |
|      | 2 J 13     | Hansen                                   | 1932        | Gebr. Wagner                               | |
|      | 2 J 14     | Barth                                    | 1934        | Gebr. Wagner                               | |
|      | 2 J 15     | Auth                                     | 1937        | Jos. Freudenberger                         | |
|      | 2 J 16     | Wochele-Heiner                           | 1936        | W. Schüßler                                | |
|      | 2 J 17     | Ruhl                                     | 1939        | Th. Sigl                                   | |
|      | 2 J 27     | Seum                                     | 1939        | Jos. Freudenberger                         | |
|      | 2 J 33 UG  | Stemmer                                  | 1938        | F. Hofmeister                              | |
|      | 2 J 34     | Bilhardt                                 | 1939        | E.C. Klucken                               | |
|      | 2 J 37     | Seeger                                   | 1942        | Martin Ricker                              | |
|      | 2 J 44     | Düncher                                  | 1940        | 0                                          | |
|      | 2 J 50     | Spielmann                                | 1948        | Ludwig Jakob                               | |
|      | 2 J 54     | Hartoch-Weiss                            | 1993        | F. Hofmeister                              | |
|      | 3-10       | Kessler                                  | 1960        | Hermann Reichert                           | |
|      | 3-40       | Trautmann                                | 1942        | Heinrich W.A. Wolf                         | |
|      | 3-50       | Jung-Ludwig                              | 1934        | H. Dammann + H. Rochlitz, Berlin-Grunewald | |
|      | 3-107      | Borck                                    | 1944        | 0                                          | |
|      | 4 – 443    | Dannemeyer                               | 1960        | Heinz Möritz                               | |
|      | 4 – 446    | Nerlich                                  | 1959        | Alois Schneider                            | |
|      | 4 – 447    | Reinhardt                                | 1960        | Hammerschmidt, Niederselters               | |
|      | 4 – 448    | John                                     | 1957        | Heinz Möritz                               | |
|      | 4 – 449    | Ganns                                    | 1958        | Nau & Mahr                                 | |
|      | 4 – 450    | Gerst                                    | 1966        | Joh. Ferd. Schad                           | |
|      | 4 – 451    | Müßig-Walke                              | 1960        | Nau & Mahr                                 | |
|      | 4 – 452    | Bayer                                    | 1959        | A. Martin Ricker                           | |
|      | 4 – 453    | Schmitt-Grass                            | 1959        | Heinrich Stiegemann                        | |
|      | 4 – 454    | Sternnagel                               | 1959        | Heinz Möritz                               | |
|      | 4 71 a     | Senger                                   | 1997        | Eva Renée Nele                             | Mantelskulptur auf dem Grab von Valentin Senger |